# 黄珠子草
黄珠子草（学名：Phyllanthus virgatus）为大戟科叶下珠属下的一个种。

## 扩展阅读
- 維基物種上的相關：黄珠子草